# Lwówek
Lwówek (do poł. XIX w. Lwowek; niem. Neustadt bei Pinne) – miasto w woj. wielkopolskim, w powiecie nowotomyskim, siedziba gminy miejsko-wiejskiej Lwówek, nad rzeką Czarną Wodą, dopływem Obry.
W okresie I i II Rzeczypospolitej oraz w latach 1945–1998 miejscowość administracyjnie należała do województwa poznańskiego.

## Nazwa
Miasto ma metrykę średniowieczną i notowane jest od XV wieku. W 1418 jako Lwow, Lwowo, 1419 Lwowo vel nova civitas, 1419 Lwow, 1457 Lvowek, 1464 Lwoff, 1475 Lvoff, 1482 Lwuow, 1499 Lwowek, 1504 Lvov, 1509 Lwovek, Lvovek, 1510 Luow, 1511 Lvowko, 1513 Lwowko, 1517 Lwow, 1521 Lwowsko, 1522 Lvoveck, 1523 Lwovko, 1524 Lvovko, Lvofko, Lwof, 1537 Lvouek, 1564 Lwouek, 1580 Lwowek, 1622-24 Lwowek, 1789 Lwowek, 1884 Lwówek, niem. Neustadt bei Pinne, 1921 Lwówek.
Nazwa miasta pochodzi od nazwy osobowej Lew oraz nazwy herbu Lew. Pierwotnie miejscowość nazywała się Lwów, a obecna postać Lwówek pojawiła się dopiero w II poł. XV wieku w celu odróżnienia od nazwy miasta Lwów położonego na ówczesnej Rusi Czerwonej.
W latach 1943–1945 niemiecka, nazistowska administracja zmieniła nazwę na nową ahistoryczną – Kirschneustadt

## Historia
Historia osadnictwa na terenie dzisiejszego Lwówka sięga do ok. 200 roku przed naszą erą. Świadczą o tym zachowane ślady z czasów rzymskich (cmentarzysko kultury wielbarskiej).
Miasto Lwówek lokowane zostało w 1418 na gruntach wcześniejszego miasta o nazwie Wojszyno oraz wsi Więcewojszyno, które notowane były w 1406 jako własność Wojszy (Wojsława). Zanotowane zostało w Kodeksie dyplomatycznym Wielkopolski po łacinie we fragmencie: de antiquo oppido nostro Woyschino super haereditate nostra Wieczwyschino wulgariter nuncupata et loco semideserto oppidum dictum vulgariter Lwow transtulimus, mutavimus, locavimus, transferimus, mutamus et locamus...
Prawa miejskie, na prośbę wojewody poznańskiego Sędziwoja Ostroroga, zostały nadane przez króla Władysława II Jagiełłę, przebywającego w obozie wojskowym pod Brodnicą. Ustalono także cotygodniowe targi w poniedziałek. W 1419 roku Sędziwoj przeniósł miasto i nazwał je Lwowem zamieszkując w obronnym dworze (curia) otoczonym fosą. Następnie osada rozwijała się, niszczona parokrotnie przez pożary. W XV w. sporadycznie w Lwówku odbywały się sądy starosty generalnego (sądy grodzkie). W czasie wojny trzynastoletniej Lwówek wystawił w 1458 roku 12 pieszych na odsiecz oblężonej polskiej załogi zamku w Malborku.
Według Jana Nepomucena Bobrowicza urodził się tu Andrzej Wolan – teolog protestancki, pisarz, tłumacz i publicysta.
W XVI wieku miasto było własnością lwóweckiej linii familii Ostrorogów i słynęło z warzenia piwa. Później należało również do Grudzińskich, Pawłowskich, Bnińskich. W 1580 roku położone było w powiecie poznańskim województwa poznańskiego w Rzeczypospolitej Obojga Narodów.

### Zabory Polski
W okresie 1815–1887 miasto było jednym z pięciu w powiecie bukowskim rejencji poznańskiej Królestwa Prus. Lwówek leżał wtedy na odcinku Pniewy-Zbąszyń drogi berlińskiej. W 1811 roku liczyło 223 domy i 1459 mieszkańców, a według spisu urzędowego z 1837 roku 2449 mieszkańców. Działał tu kościół katolicki, protestancki oraz synagoga żydowska, a miasto posiadało zamek, przedmieścia i było otoczone fosą. Ówczesnym właścicielem miasta był Antoni Łącki. Działały także warsztaty sukiennicze, tkackie, garbarnie oraz poczta konna. Co roku odbywały się cztery jarmarki: 10 kwietnia, 22 maja, 26 czerwca oraz 23 października.
Po zwycięskim dla Polaków drugim powstaniu wielkopolskim jakie odbyło się w 1806 miasto w latach 1807–1815 znalazło się w granicach Księstwa Warszawskiego. Od 1815 decyzją kongresu wiedeńskiego dokonano podziału księstwa i Wielkopolska ponownie weszła w skład Królestwa Prus jako Wielkie Księstwo Poznańskie.
W 1848 w mieście zawiązała się delegatura Komitetu Polskiego, a mieszkańcy wzięli czynny udział w czwartym powstaniu wielkopolskim jakie miało miejsce w czasie Wiosny Ludów. W 1850 w miejscowości powstało Towarzystwo Pedagogiczne.

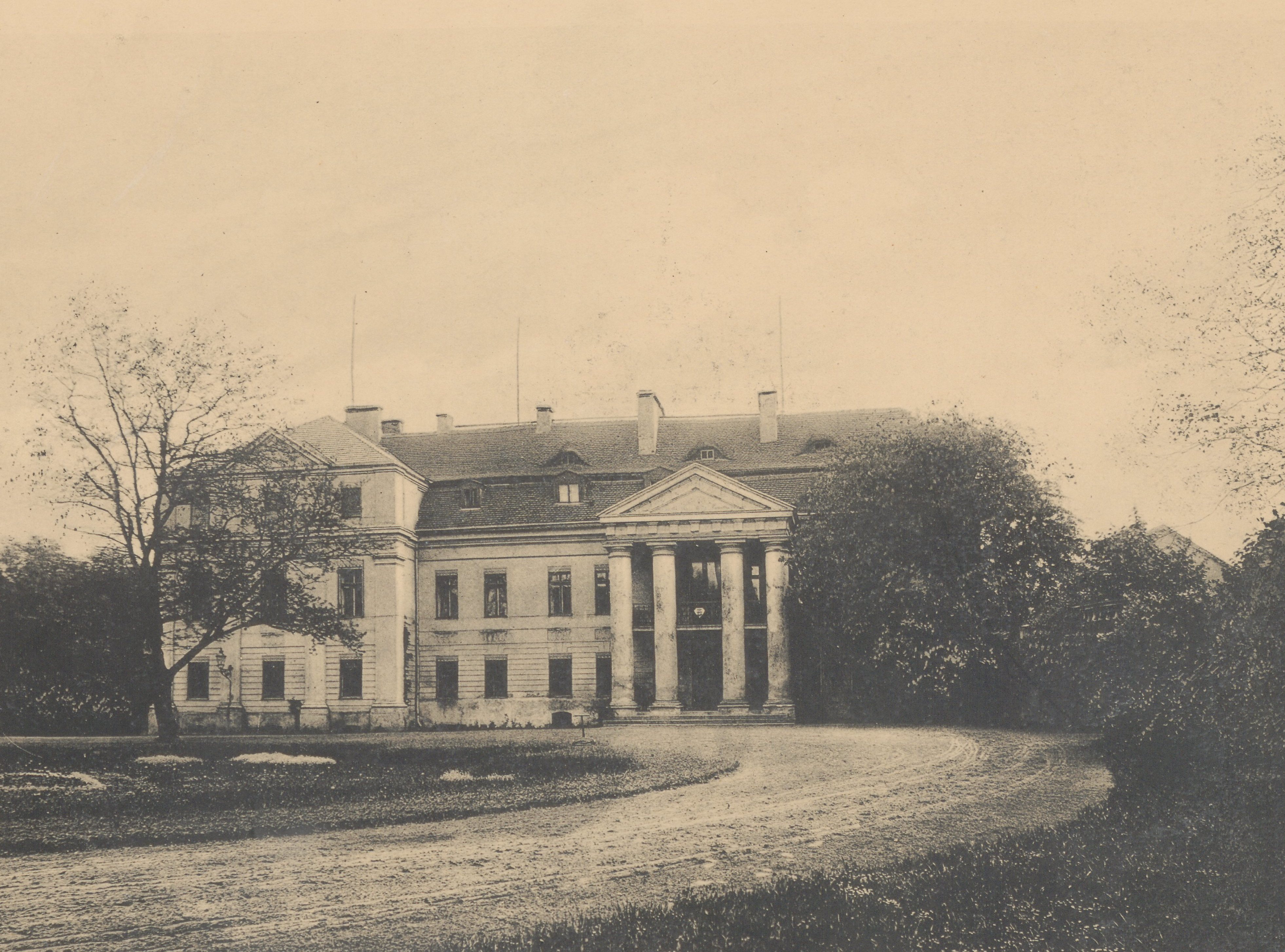
Pałac w Lwówku przed 1912

Miasto wymienione zostało w powiecie bukowskim w XIX-wiecznym Słowniku geograficznym Królestwa Polskiego. W 1871 w mieście znajdowało się 247 domów zamieszkiwanych przez 2456 mieszkańców w tym 636 protestantów, 1280 katolików i 540 żydów. W 1881 zamieszkane było przez 2466 mieszkańców w tym 1000 Polaków. Pod względem wyznania 666 było ewangelikami, 1346 katolikami oraz 445 wyznawców judaizmu. W mieście znajdował się kościół katolicki i protestancki, synagoga, 2 szkoły elementarne kilkuklasowe dla katolików i protestantów. Słownik notuje również 449 analfabetów.
W mieście odbywały się 4 jarmarki rocznie. Znajdowały się w nim: kasa oszczędności, bank ludowy, spółdzielnia „Rolnik”, kółko włościańskie, urząd celny, urząd pocztowy trzeciej klasy, stacja telegraficzna. Mieszkańcy trudnili się sukiennictwem, garbarstwem, handlem zbożem oraz bydłem. W okolicy uprawiano również chmiel, a także wydobywano torf. W mieście funkcjonowało także 7 gorzelni z napędem parowym. Pod koniec XIX wieku miasto należało do familii Łąckich.

### Okres II RP

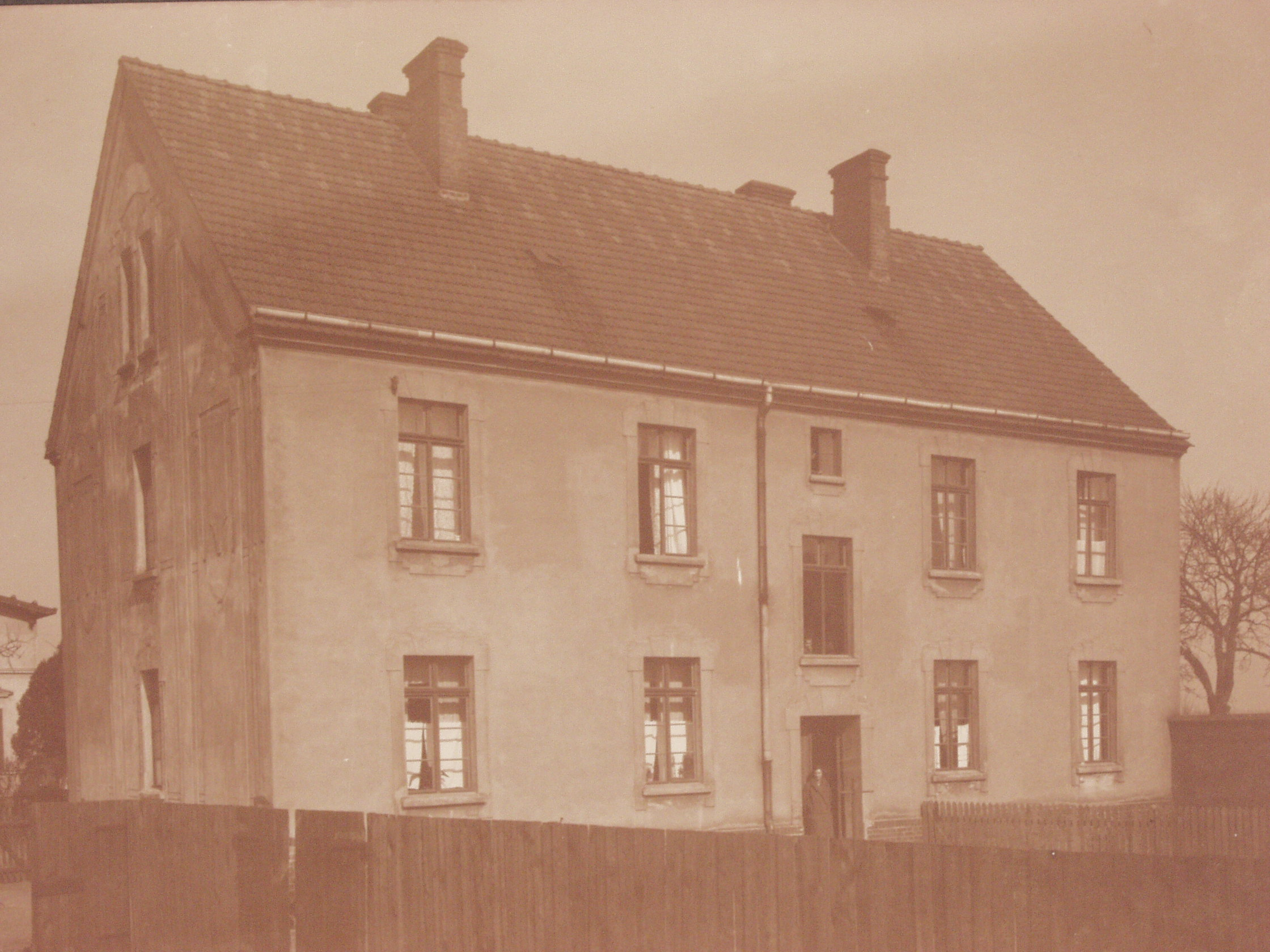
Dworzec Opalenickiej Kolei Dojazdowej ok. 1920 r.

W czasie powstania wielkopolskiego z lat 1918–1919 w Lwówku powstał oddział powstańczy, który brał udział w walkach w okolicy miasta oraz działaniach militarnych o Zbąszyń.
12 sierpnia 1919 Lwówek znalazł się w granicach województwa poznańskiego II Rzeczypospolitej. W 1921 miasto liczyło 2502 mieszkańców mieszkających w 2855 domach. W 1939 liczba ludności wzrosła do 2750.

### II wojna światowa
Podczas okupacji niemieckiej, 18 maja 1943, władze nazistowskie zmieniły niemiecką nazwę Neustadt bei Pinne na Kirschneustadt. Miasto zostało zajęte przez oddziały Armii Czerwonej 25 stycznia 1945. W latach 1945–1998 ponownie znalazło się w granicach województwa poznańskiego.

## Demografia
| Dane historyczne | Dane historyczne | Dane historyczne |
| Rok              | Ludność          | Zm., %           |
| ---------------- | ---------------- | ---------------- |
| 1843             | 2648             | –                |
| 1871             | 2456             | −7,3%            |
| 1880             | 2466             | 0,4%             |
| 1890             | 2331             | −5,5%            |
| 1900             | 2644             | 13,4%            |
| 1910             | 2666             | 0,8%             |
| 1921             | 2552             | −4,3%            |
| 1931             | 2542             | −0,4%            |
| 1939             | 2750             | 8,2%             |
| 1950             | 2180             | −20,7%           |
| 1960             | 2337             | 7,2%             |
| 2010             | 2961             | 26,7%            |
| [ 15 ] [ 16 ]    |                  |                  |

Według danych z 31 grudnia 2009 miasto liczyło 2939 mieszkańców.

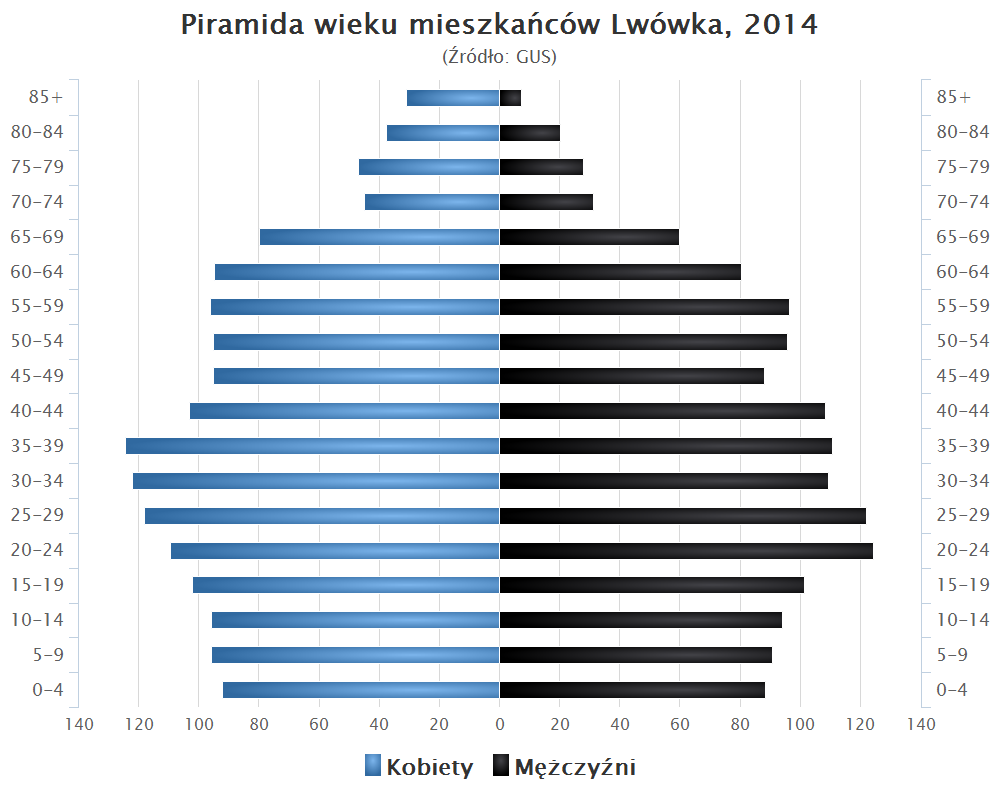
Piramida wieku mieszkańców Lwówka w 2014 roku

## Zabytki
- późnogotycki kościół Wniebowzięcia Najświętszej Maryi Panny oraz św. Jana Chrzciciela i św. Jana Ewangelisty
- późnobarokowy kościół cmentarny św. Krzyża z ok. 1780 zbudowany na planie greckiego krzyża prz ul. Pniewskiej
- dawny późnobarokowy kościół ewangelicki z 1778
- rynek w centrum miasta z ratuszem z XIX w.,wieżyczką zegarową i zabytkowymi brukami
- barokowy pałac z 1728 wraz z parkową aleją grabową przy ul. 3 Stycznia 3a
- spichlerz z 1851 przy ul. Długiej 18

Wybrane zabytki miasta
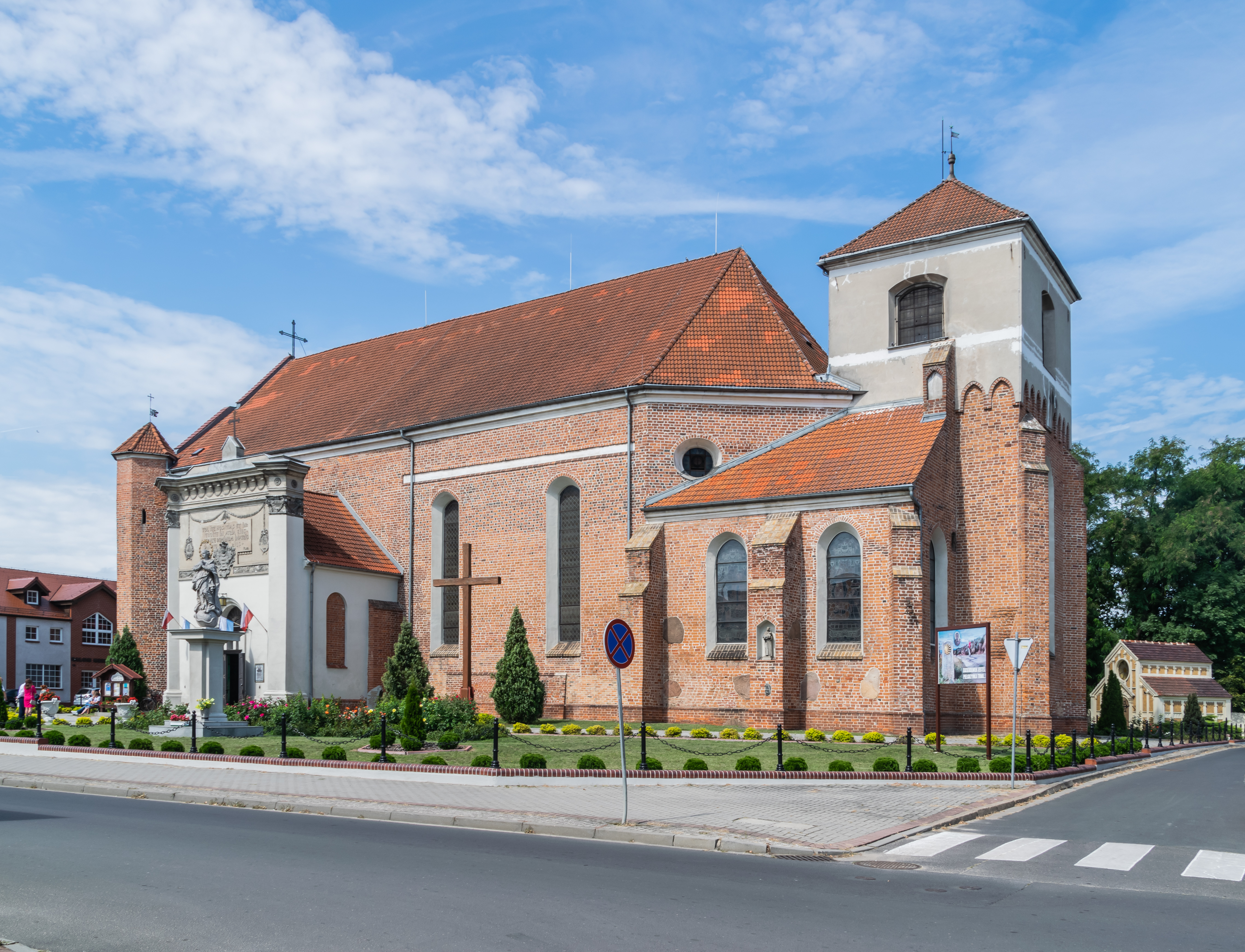
Kościół Wniebowzięcia NMP oraz św. J. Chrzciciela i św. J. Ewangelisty
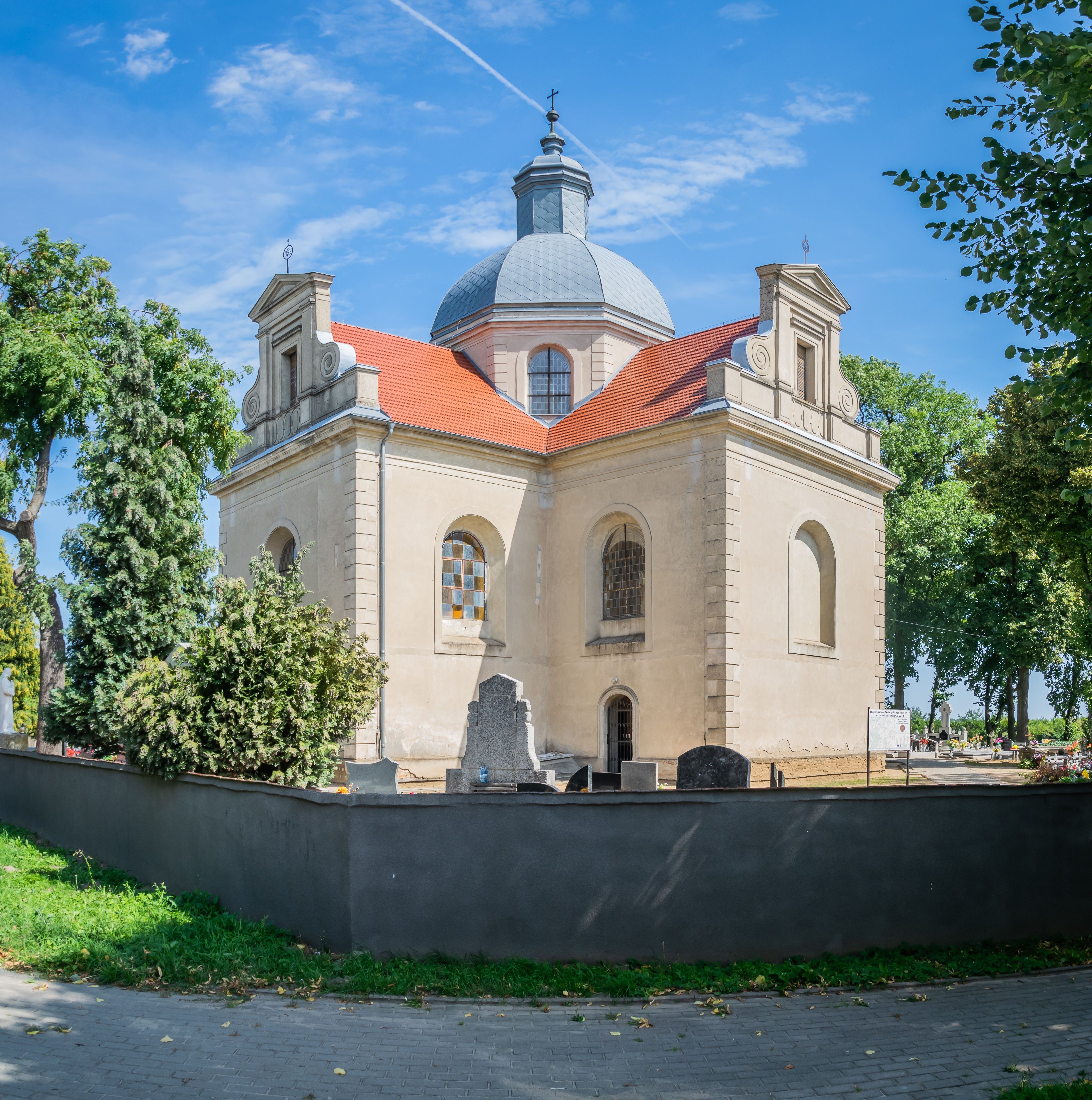
Kościół Świętego Krzyża
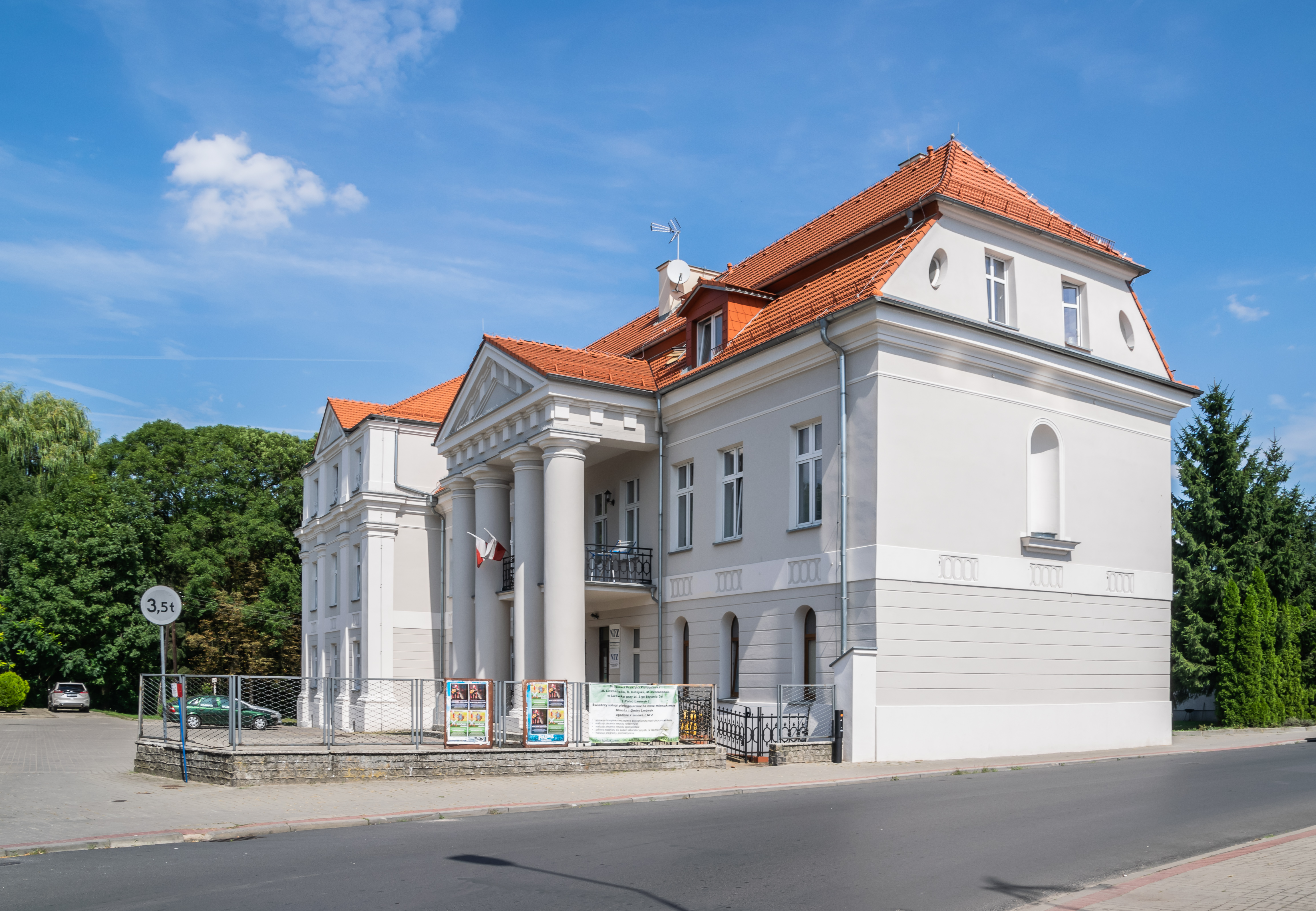
Pałac
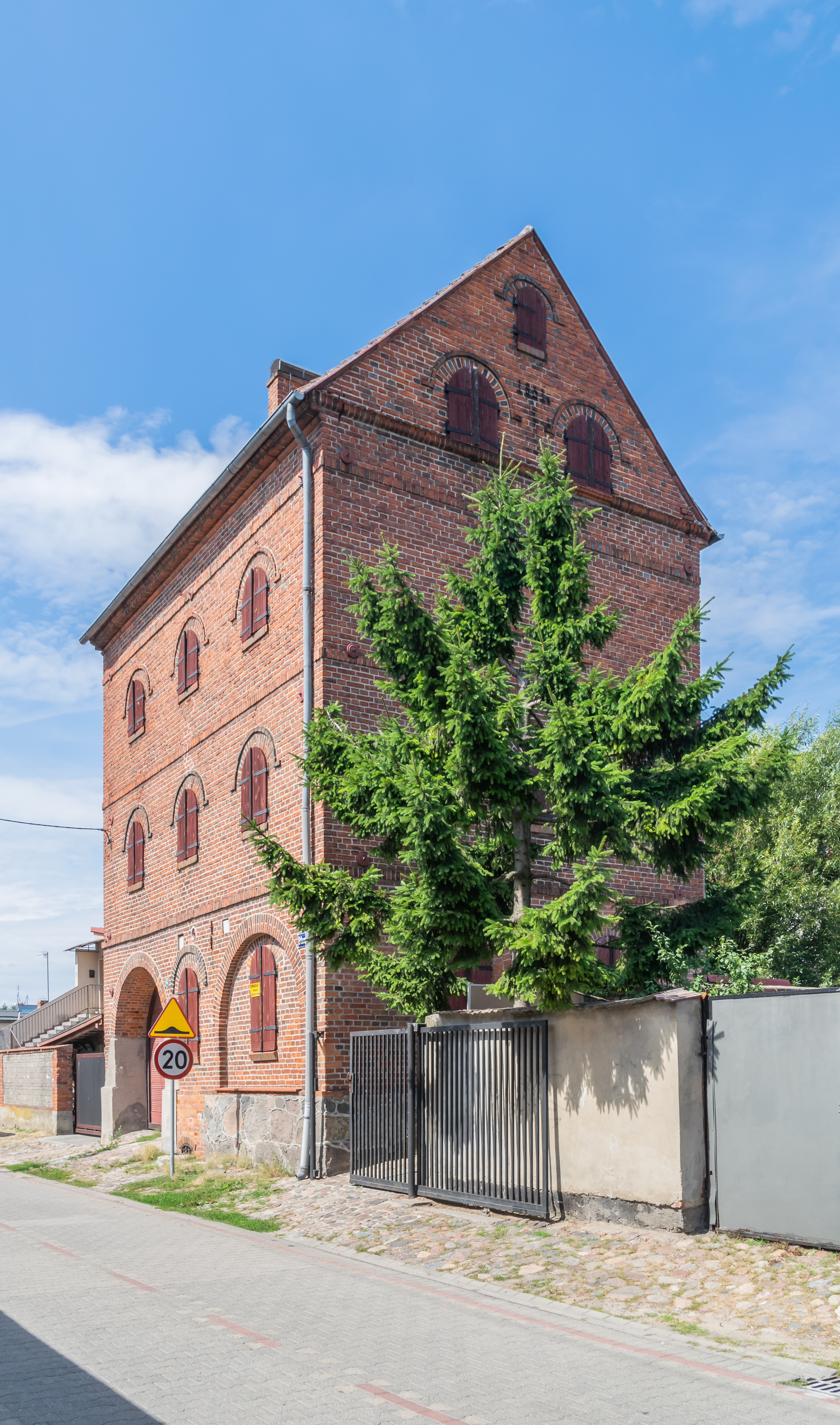
Spichlerz

## Współpraca międzynarodowa
Miasta i gminy partnerskie:
| Miasta partnerskie | Miasta partnerskie   | Miasta partnerskie | Miasta partnerskie | Miasta partnerskie | Miasta partnerskie          |
| Lp.                | Miasto               | Powiat             | Województwo        | Kraj               | Data rozpoczęcia współpracy |
| ------------------ | -------------------- | ------------------ | ------------------ | ------------------ | --------------------------- |
| 1.                 | Lwówek Śląski        | lwówecki           | dolnośląskie       | Polska             | 31 sierpnia 2003            |
| 2.                 | Chartres-de-Bretagne | Ille-et-Vilaine    | Bretania           | Francja            | b.d.                        |
| 3.                 | Kozłowa Ruda         | Rejon mariampolski | Okręg mariampolski | Litwa              | b.d.                        |